# Periscepsia polita
Periscepsia polita är en tvåvingeart som först beskrevs av Brooks 1945.  Periscepsia polita ingår i släktet Periscepsia och familjen parasitflugor.
Artens utbredningsområde är Oregon. Inga underarter finns listade i Catalogue of Life.